# Otolemur monteiri
Otolemur monteiri là một loài động vật có vú trong họ Galagidae, bộ Linh trưởng. Loài này được Bartlett mô tả năm 1863.